# Universidad de Nevada, Las Vegas
La Universidad de Nevada, Las Vegas (en inglés University of Nevada, Las Vegas) y abreviado UNLV, es una universidad pública situada en Las Vegas, Nevada (Estados Unidos).
Es famosa por sus programas de historia, ingeniería, ciencias medioambientales, administración de hoteles, bellas artes y sistemas de información gerencial. 
Los equipos de deportes de la universidad son conocidos como los UNLV Rebels, y participan en las competiciones universitarias organizadas por la NCAA formando parte de la Mountain West Conference.